# 밤하늘 보호구역

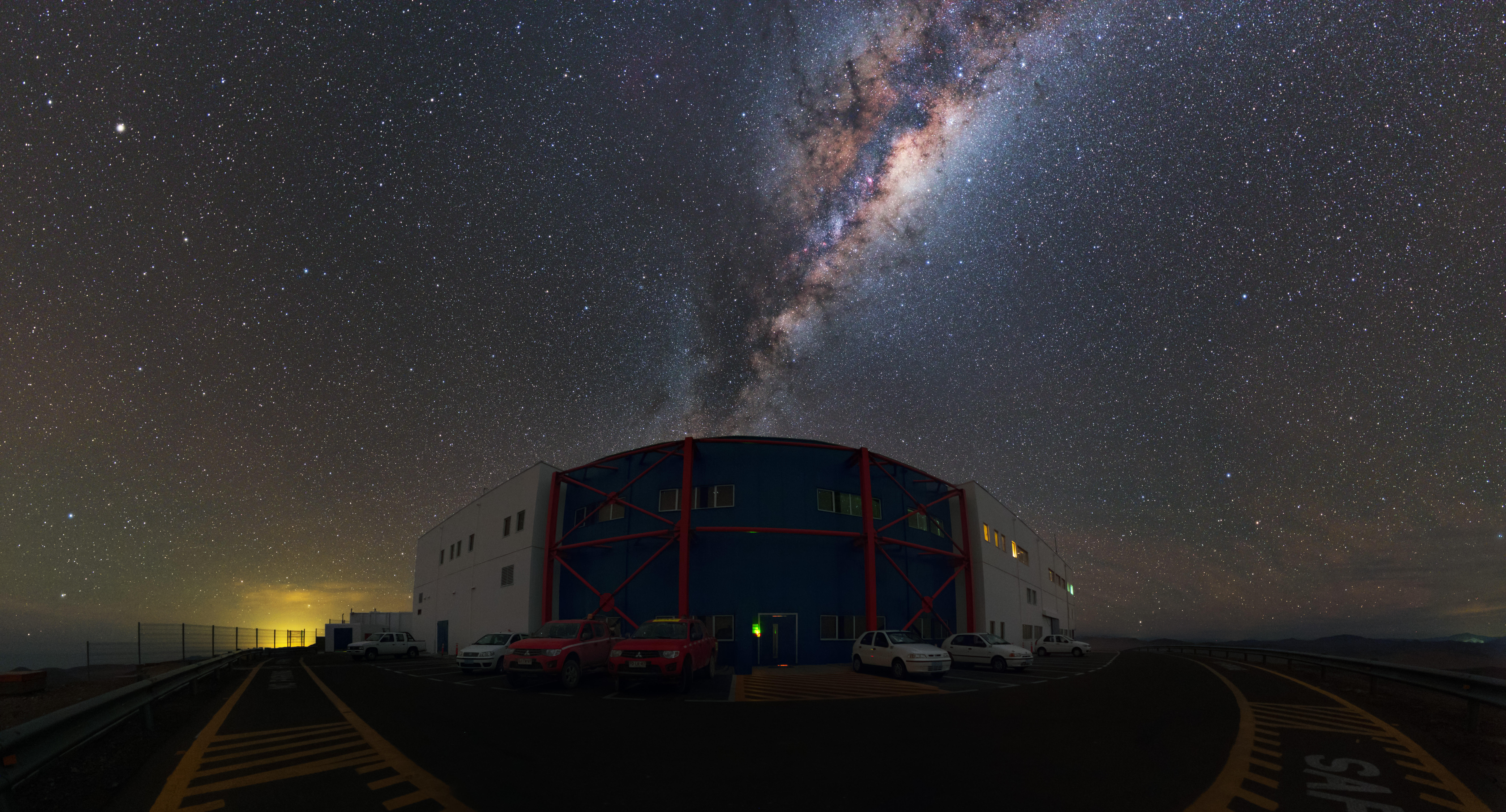
밤하늘 보호구역 지위를 통해 파라날 천문대에서는 고품질의 천문관측이 가능하다.

밤하늘 보호구역 또는 밤하늘 보호지구(Dark-sky preserve, DSP)는 일반적으로 공원이나 천문대 주변에 인공 광공해를 제한하는 지역이다. 밤하늘 운동의 목적은 일반적으로 천문학을 장려하는 것이다. 그러나 천문학만이 어두운 하늘을 보존하는 유일한 목적은 아니다. 어두운 밤하늘은 역사, 철학, 종교, 사회 발전, 시, 노래, 수학, 과학의 다양한 측면과 연관되어 있다. 국가 기관이 프로그램을 만들기 위해 독립적으로 작업해 왔기 때문에 해당 영역을 설명하기 위해 다양한 용어가 사용되었다. 국제 어두운 밤하늘 협회(IDA)는 국제 밤하늘 보호구역(IDSR)과 국제 밤하늘 공원(IDSP)을 사용한다. 세 번째 명칭은 국제 밤하늘 보호구역(International Dark Sky Sanctuary)으로 2015년에 도입되었다.

## 같이 보기
- 국제 어두운 밤하늘 협회
- 별하늘 찾기 운동